# Амбройс, Хавьер
Хавьер Амбройс (исп. Javier Ambrois; 9 мая 1932, Монтевидео — 25 июня 1975, Монтевидео) — уругвайский футболист, нападающий.

## Карьера
Хавьер начал свою профессиональную карьеру в столичном «Насьонале», в 1948 году. В 1954 году играл за бразильский «Флуминенсе». После чего обратно, в 1955 году вернулся в «Насьональ». С 1958 по 1959 года выступал за аргентинский «Бока Хуниорс». В 1960 году 4 матча сыграл за другой клуб из Буэнос-Айреса, «Ланус». Карьеру окончил в уругвайском «Дефенсор Спортинге», сыграв за него 2 сезона.
Со сборной Уругвая провёл 6 лет, сыграв 31 матч и забив 16 мячей. Чемпион Южной Америки 1956 года, бронзовый призёр Южной Америки 1957 (лучший бомбардир турнира, наравне с Умберто Маскио), участник чемпионата мира 1954 года в Швейцарии.

## Достижения

### Клубные
- Чемпион Уругвая: 1950, 1952, 1955, 1956

### Сборная
- Чемпион Южной Америки 1956 года
- Бронзовый призёр Южной Америки 1957 года

### Индивидуальные
- Лучший бомбардир Чемпионата Южной Америки: 1957